# Bak (Ungarn)
Bak ist eine ungarische Gemeinde im Kreis Zalaegerszeg im Komitat Zala.

## Geografie
Bak erstreckt sich über eine Fläche von 23,05 km². Der Ort liegt im Zalaer Hügelland 40 km westlich von Keszthely und vom Balaton.

## Geschichte
Die erste schriftliche Erwähnung erfolgte im Jahre 1239. 1269 gab König Béla IV. Bak in den Besitz der Abtei Pannonhalma. Später kam der Ort in den Besitz der Abtei Zalavár und bekam 1400 Marktrecht. 1421 wurde schon ein landesweiter Markt abgehalten.
Im 16. und am Anfang des 17. Jahrhunderts wurde der Ort oft von dem Türken verwüstet was zu einer Entvölkerung führte.
1690 gelangte der Ort in den Besitz der Familie Széchenyi. Im 18. Jahrhundert war Bak nur noch ein einfaches Dorf. In den 1820er Jahren modernisierte István Széchenyi die Landwirtschaft, 1839 brannte Bak nieder. 1898 kam der Eisenbahnanschluss, 1900 der Anschluss an das Straßennetz und ab 1935 wurde Bak von Bussen angefahren.
Im Zweiten Weltkrieg sind viele Soldaten aus Bak gefallen, Juden wurden in Vernichtungslager deportiert.
Im Jahre 1988 wurde ein Krater mit einem Durchmesser von 3,2 km auf dem Mars nach dem Ort benannt.

## Sehenswürdigkeiten
- Das Makovecz-Haus

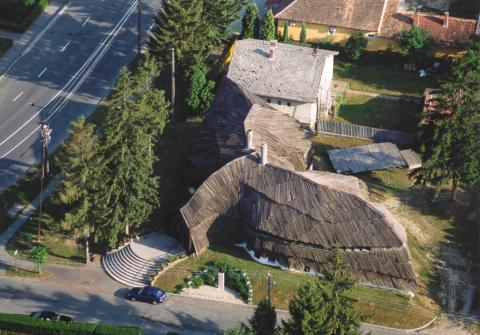
Das Makovecz-Haus

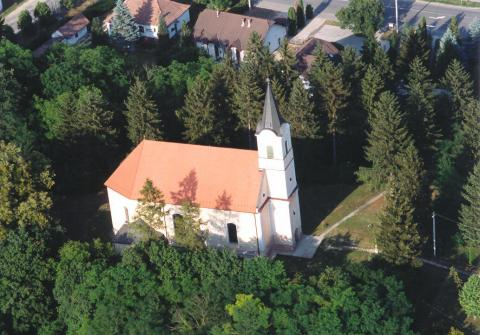
Die römisch-katholische Kirche

- Römisch-katholische Kirche Paulai Szent Ferenc, erbaut 1824

## Verkehr
Der Ort hat einen Bahnhof an der Bahnlinie Zalaegerszeg – Rédics.
An der Gemeindegrenze kreuzen sich die Landesstraßen 74 und 75.